# Disneytown
Disneytown est la zone commerciale construite au sein de Shanghai Disney Resort. À l'image du Disney Village, de Downtown Disney ou Disney Springs, elle permet de relier le parc avec la zone des hôtels et les gares de transports (bus et trains).

## Historique
Le 13 juin 2014, Disney Theatrical annonce deux nouvelles adaptations de la comédie musicale Le Roi lion, l'une présentée au sein du Shanghai Disney Resort et l'autre à Mexico. La version chinoise sera présentée au Walt Disney Grand Theatre une salle de 1 200 places de style Broadway.
Le 2 mars 2016, Lego annonce l'ouverture d'un Lego Store de 1 000 m2 dans Disneytown pour le 16 juin 2016,.
Le 14 mai 2018, le Shanghai Disney Resort annonce la première d'une version en mandarin de la comédie musicale La Belle et la Bête au Walt Disney Grand Theatre de Disneytown pour le 14 juin 2018,.

## Zone commerciale
- Walt Disney Grand Theatre : présentant la comédie musicale Le Roi lion